# 1997-es Vuelta ciclista a España
Az 1997-es Vuelta a España volt az 52. spanyol körverseny. 1997. szeptember 6-a és szeptember 28-a között rendezték. A verseny össztávja 3773 km volt, és 22 szakaszból állt. Végső győztes a svájci Alex Zülle lett.

## Végeredmény
|    | Versenyző         | Csapat             | Idő           |
| -- | ----------------- | ------------------ | ------------- |
| 1  | Alex Zülle        | ONCE               | 91 óra 15' 55 |
| 2  | Fernando Escartín | Kelme-Costa Blanca | 5' 07         |
| 3  | Laurent Dufaux    | Festina-Lotus      | 6' 11         |
| 4  | Enrico Zaina      | Asics - CGA        | 7' 24         |
| 5  | Roberto Heras     | Kelme-Costa Blanca | 8' 04         |
| 6  | Daniel Clavero    | Estepona - Toscaf  | 10' 02        |
| 7  | Laurent Jalabert  | ONCE               | 10' 03        |
| 8  | Marcos Serrano    | Kelme-Costa Blanca | 10' 40        |
| 9  | Gianni Faresin    | Mapei-GB           | 13' 53        |
| 10 | Yvon Ledanois     | Gan                | 15' 40        |